# Chess Titans
Chess Titans ist ein Schachprogramm mit 3D-Grafik, welches von Oberon Games entwickelt und von Microsoft mit Windows Vista und Windows 7 Home Premium, Professional, Enterprise und Ultimate zusammen veröffentlicht wurde. Es ist ein vollständig 3D animiertes, fotorealistisches, interaktives Schachprogramm mit zehn Schwierigkeitsstufen, die gegen den Computer gespielt werden können. Es kann sowohl gegen den Computer, als auch gegen einen anderen menschlichen Spieler gespielt werden.

## Geschichte
Das Spiel wurde mit Windows Vista build 5219 eingeführt.
Ein früheres Schachprogramm von Microsoft mit dem einfachen Namen Schach war Teil 1992 des Microsoft Entertainment Pack 4 für frühere Versionen von Windows. Es wurde von David Norris entwickelt, einem früheren Microsoft-Entwickler, der später die Schach-Engine Ziggurat entwickelte.
Am 22. Oktober 2022 hat Microsoft Chess Titans in seinem Microsoft Store veröffentlicht, zusammen mit anderen klassischen Spielen von Windows 7. Die Spiele, die seit Windows 10 nicht mehr Teil des Auslieferungszustands der Betriebssysteme waren, sind nun für Windows bis Windows 11 über den App Store von Microsoft verfügbar.

## Grafik
Das Spiel ist vollständig animiert und wurde entwickelt, um die hardwarebeschleunigten Grafikmöglichkeiten des neuen Desktops von Windows Vista und der Windows Presentation Foundation zu demonstrieren. Das Spiel beinhaltet ein fotorealistisches Spielbrett, welches in einer 3D-Perspektive gedreht werden kann, sowie verschiedene Designs für Spielfiguren und Spielbrett, um Materialien wie Holz, Glas und Stein zu imitieren.

## Spielweise
Das Spiel kann mit der Maus, einer Tastatur oder einem beliebigen Gamepad in Windows gespielt werden. Es kann auch im Windows Media Center gespielt werden, indem eine Fernbedienung verwendet wird, wie sie mit TV-Karten mitgeliefert wird.
Ist der Spieler an der Reihe, zeigt Chess Titans den letzten Zug, der vom Gegenspieler gemacht wurde. Der Spieler kann auch prüfen, welche Züge für eine Spielfigur gültig sind, indem sie angeklickt wird. Diese Features können im Optionsmenü auch ausgeschaltet werden.

### Spieler gegen Computer
Chess Titans hat zehn Schwierigkeitsstufen, welche im Optionsmenü ausgewählt werden kann. Der Spieler kann ebenfalls wählen, ob er schwarz oder weiß spielen möchte. Vor dem ersten Spiel gegen den Computer wird der Spieler gefragt, ob er als Anfänger (Stufe 2), Fortgeschrittener (Stufe 5) oder als Meister (Stufe 8) spielen möchte.
Das Spiel führt eine Aufzeichnung über die Partien, die der Spieler auf jeder Stufe gewann, verlor oder unentschieden beendete. Die Statistik kann zurückgesetzt werden. Das Spiel berechnet allerdings keine Elo-Zahl oder Annäherungen davon.

### Spieler gegen Spieler
In einem Spiel mit zwei Spielern dreht sich das Schachbrett automatisch um 180 Grad für den gegnerischen Spieler nach jedem Zug. Auch diese Option kann ausgeschaltet werden. Chess Titans führt auch eine Aufzeichnung über die Partien, die zwei Spieler gespielt haben.
Das Spiel hat keine Netzwerkfähigkeit.